# Du Juan
Dans ce nom chinois, le nom de famille, Du, précède le nom personnel.
Du Juan (chinois : 杜鹃 ; pinyin : Dù Juān), née le 15 septembre 1982, est une mannequin et actrice chinoise.

## Biographie
Fille unique d'architectes, Du Juan a poursuivi une formation de ballerine à l'académie de danse de Shanghai pendant neuf ans.
Du Juan est finaliste au concours Supermodel of the World dans une région de l'est de la Chine en 1999.
Du Juan est photographiée aux côtés de Gemma Ward par le photographe Mario Testino pour la couverture du magazine Vogue Paris en 2005. Elle est la première asiatique à avoir figuré sur la couverture du magazine. Elle apparaît par la suite dans de nombreuses campagnes publicitaires telles que Louis Vuitton, Roberto Cavalli, Gap, Swarovski, United Colors of Benetton et Yves Saint Laurent.
Du Juan défile au début du printemps 2006 pour Valentino, Jean-Paul Gaultier, Roberto Cavalli et Chanel. Elle apparait sur la couverture du magazine Time avec Coco Rocha. Elle atteint le top 10 du classement du site Style.com.
Le 21 juillet 2009, l'agence de mannequins chinoise New Silk Road porte plainte contre Du Juan pour avoir signé un contrat avec IMG Models en 2005. En octobre, elle annonce qu'elle a l'intention de lancer sa propre collection de maquillage. Elle est présentée comme mannequin de la semaine sur le site Wmagazine.com.
En 2010, elle apparait dans le clip Double Trouble de Jacky Cheung.
En 2013, elle joue le rôle de Su Mei dans le film American Dreams in China - une diplômée fière et intimidante de l'université de Pékin dont le seul but est d'étudier à l'étranger. Du Juan a été choisie par le réalisateur Peter Chan à la suite d'une photo d'un magazine de mode qui a attiré l'attention de ce dernier.

## Filmographie
- 2012 : Déjà Vu
- 2013 : Midnight Microblog
- 2013 : American Dreams in China
- 2016 : See You Tomorrow
- 2021 : Where the Wind Blows

## Source de la traduction
- (en) Cet article est partiellement ou en totalité issu de l’article de Wikipédia en anglais intitulé « Du Juan » (voir la liste des auteurs).